# Ermita de Nuestra Señora de los Remedios (Cártama)
La ermita de Nuestra Señora de los Remedios, en Cártama (provincia de Málaga, España), es un ejemplo de imbricación social y religiosa que arranca en los momentos posteriores a la conquista cristiana (1485). Hay una romería y un flujo de feligreses en cualquier época del año.
La Ermita es en la cumbre de una colina denominada Monte de la Virgen. En su interior, particularmente en la torre-camarín, hallamos una muestra del barroco andaluz que se ha relacionado con ejemplares de la categoría de los camarines de Nuestra Señora de la Victoria de Málaga y de la Virgen de los Remedios de Antequera.

## Descripción del edificio
El primer espacio de congregación y de reposo después del ascenso, lo constituye un atrio de forma irregular al que se accede, superados tres escalones en rampa, a través de una reja de fundición. En el lado norte de este atrio se dispone un mirador desde el que se percibe una amplia vista panorámica de la localidad de Cártama y de la vega del Guadalhorce. Atravesando un pórtico abierto en sus lados exentos por arcos de medio punto y cubierto por tejadillo a tres aguas, se halla el único acceso al interior: una portada con arco de medio punto entre pilastras que sostienen un entablamento interrumpido por el anagrama de María.
La Ermita posee una sola nave cubierta por bóveda de medio cañón y fajones con decoración sobrepuesta dorada y medallón central, que apoyan en pilastras cajeadas de capiteles dóricos sobre los que cuelgan escudos imperiales. Cartelas de hojarasca dorada con invocaciones al nombre de María jalonan los muros de la nave.
Los tramos de bóveda entre fajones ostentan un florón central entre recuadros de molduras mixtilíneas con decoración en su interior. Del florón más próximo al presbiterio cuelga un angelito sosteniendo una corona de laurel y un huevo de avestruz.
La bóveda semiesférica que cubre el espacio cuadrado del presbiterio descansa sobre pechinas en las que aparecen pinturas de los cuatro Evangelistas enmarcadas con adornos dorados. El intradós de la bóveda se divide en ocho gajos por estrechas fajas a modo de nervios que incluyen hojarasca y rosetas doradas. Entre las fajas quedan molduras mixtilíneas de forma triangular que encierran decoración dorada de acantos. En los muros laterales cuelgan unos pinjantes rodeados de acantos en cuyo fondo aparecen emblemas marianos.
En el lateral derecho del presbiterio, mirando hacia el altar, se abre un hueco de paso a la sacristía y casa de la santera y se alcanza la escalera de ascenso al camarín.
El punto focal de la iglesia es el camarín-torre, adosado a la cabecera, donde se alberga la diminuta talla de Nuestra Señora de los Remedios sobre templete de plata. En el camarín, de planta hexagonal, sus ángulos se resaltan por pilastras dobladas que quedan casi ocultas por macollas que derraman tallos con flores, acantos y frutos, mientras que los paños entre pilastras están presididos por una venera dorada de la que arrancan largas y carnosas hojas de acanto entrecruzadas, que parecen surgir de cuernos de la abundancia y se enrollan sobre sí mismas abriéndose en cascada en la base.
En la bóveda, la abultada decoración vegetal lo cubre todo en una distribución radial que converge en el medallón hexagonal de la clave. Aunque la construcción del inmueble posiblemente se remonte al siglo XVI, será en los años finales del siglo XVII o primeros del XVIII cuando, con la construcción del camarín y la redecoración del interior, se alcance la fisonomía de pleno barroco que actualmente tiene.

## Las fiestas
La festividad de Nuestra Señora de los Remedios se celebra en el mes de abril. El día 22 de este mes se baja de su ermita, hacia la parroquia San Pedro Apóstol, en la cual permanecerá hasta el primer domingo de junio que volverá a su santuario. Con la bajada de la Virgen dan comienzo las fiestas del pueblo, las cuales duran unos cuatro o cinco días aproximadamente. En el 23 de abril se celebra su festividad, consistiendo ésta en procesionarla, en su trono, por las calles principales del pueblo. Son los mismos habitantes del pueblo, mediante turnos, tanto de hombres como de mujeres, los que se encargan de llevarla a hombros.
Durante la bajada de Nuestra Señora de los Remedios a la parroquia de San Pedro Apóstol y posteriormente su subida a la Ermita, miles de feligreses acompañan y alumbran a la Patrona durante todo el recorrido. Muchas personas realizan el camino de piedras que llega la Ermita, descalzas e incluso con los ojos vendados. Igualmente el día 23 de abril, habitantes de Cártama y de municipios cercanos alumbran a la Patrona en su procesión. El nombre que recibe la Virgen de los Remedios se atribue a los milagros que esta cumplió durante la epidemia de peste que hubo en Cártama.